# Diamesa vernalis
Diamesa vernalis är en tvåvingeart som beskrevs av Makarchenko 1977. Diamesa vernalis ingår i släktet Diamesa och familjen fjädermyggor. Inga underarter finns listade i Catalogue of Life.